# Roberto Emparan Garcia de Salazar
Roberto Emparan (Bilbao, 1967) és un físic teòric i professor d'investigació ICREA del Departament de Física Quàntica i Astrofísica i de l'Institut de Ciències del Cosmos de la Universitat de Barcelona (ICCUB). Ha estudiat i s'ha doctorat a la Universitat del País Basc i ha realitzat cursos postdoctorals a la Universitat de Califòrnia, Santa Bàrbara (Califòrnia), (1966) a la Universitat de Durham, al nord d'Anglaterra (1998). Ha treballat al CERN (European Lab for Particle Physics) i l'any 2016 va obtenir una beca avançada del European Research Council.
Declara que els seus interessos són " entendre la naturalesa de l'espaitemps en el seu nivell més fonamental. Sabem des d'Einstein que, a causa de l'existència de la gravetat, l'espaitemps és una entitat dinàmica. Així, estudio els aspectes clàssics i quàntics de la gravetat i els seus objectes més bàsics: els forats negres. El punt de partida natural és la teoria de la relativitat general i les teories que incorporen naturalment les idees de l'espaitemps hologràfic, és a dir, String i M-Theory i la correspondència AdS / CFT. "
En el seu llibre divulgatiu Iluminando el lado oscuro del universo (Ed Ariel) sobre ones gravitacionals, forats negres i teoria de supercordes declara que "El 96% de la matèria i de l'energia de l'Univers és transparent" i que el repte actual de la Física és entendre què són l'energia fosca i la matèria fosca. I afegeix que és necessari unificar la quàntica i la gravetat, ja que "tenim dues teories que semblen incompatibles, però que funcionen en el seu àmbit. En el fons, allò que volem és explicar perquè l'univers és tan gran i tan estrany".